# Сакамото, Наоко
Наоко Сакамото (яп. 坂本 直子; род. 14 ноября 1980, Нисиномия, Хиого) — японская легкоатлетка, специалистка по бегу на длинные дистанции и марафону. Выступала за сборную Японии по лёгкой атлетике в 2000-х годах, победительница Осакского международного женского марафона, участница летних Олимпийских игр в Афинах.

## Биография
Наоко Сакамото родилась 14 ноября 1980 года в городе Нисиномия префектуры Хёго, Япония.
Занималась бегом ещё во время учёбы в школе, позже представляла команду компании Tenmaya.
Активно выступала на соревнованиях с 1999 года, специализировалась в основном на дисциплинах 5000 и 10 000 метров, время от времени участвовала в полумарафонах, неоднократно принимала участие в гонках экидэн.
В 2001 году совершила первый серьёзный выезд за границу, став девятой на полумарафоне в Глазго (1:14:05).
В 2002 году была восьмой на полумарафоне в Ямагути, третьей на полумарафоне в Саппоро и четвёртой на полумарафоне в Глазго.
В 2003 году дебютировала на марафонской дистанции — взяла бронзу Осакского международного женского марафона, уступив на финише только соотечественницам Мидзуки Ногути и Масако Тибе. При этом показала время 2:21:51, которое оставалось её личным рекордом на протяжении всей дальнейшей карьеры. Попав в основной состав японской национальной сборной, побывала на чемпионате мира в Париже, где в марафоне финишировала четвёртой.
В 2004 году выиграла Осакский марафон и благодаря череде удачных выступлений удостоилась права защищать честь страны на летних Олимпийских играх в Афинах. В программе женского марафона показала время 2:31:43, расположившись в итоговом протоколе соревнований на седьмой строке.
После афинской Олимпиады Сакамото ещё достаточно долго оставалась действующей элитной бегуньей и продолжала принимать участие в крупнейших международных стартах. Так, в 2007 году она отметилась выступлением на Берлинском марафоне, где с результатом 2:28:33 пришла к финишу пятой.
В 2008 году закрыла десятку сильнейших Нагойского марафона (2:30:21).
В 2009 году с результатом 2:40:43 стала тринадцатой в зачёте Хоккайдского марафона.
В 2010 году пробежала Чикагский марафон, показала время 2:44:47 и заняла итоговое 26 место.
В 2011 году закрыла десятку сильнейших Иокогамского международного женского марафона (2:35:17).
Последний раз преодолела марафонскую дистанцию в качестве элитной спортсменки в сезоне 2012 года в Осаке, показав время 2:39:27 и став в итоговом протоколе девятой.